# Girilaya (Panawangan)
Girilaya is een bestuurslaag in het regentschap Ciamis van de provincie West-Java, Indonesië. Girilaya telt 2249 inwoners (volkstelling 2010).